# Denis Trierweiler
Pour les articles homonymes, voir Trierweiler (homonymie).
Denis Trierweiler est un philosophe, spécialiste de la pensée de Hans Blumenberg, et un journaliste français né le 10 juin 1952 à Stiring-Wendel (Moselle),.

## Biographie
Denis Trierweiler étudie la philosophie, la psychologie et le droit à Strasbourg de 1974 à 1980, puis commence à travailler à Paris Match en 1987. Il est depuis 2001 directeur de séminaires à l'université européenne de la recherche (établissement parallèle au Collège international de philosophie, fondé en 1986 par Jean-Pierre Faye) aux côtés de Georges-Arthur Goldschmidt, Michèle Cohen-Halimi, Jean-Pierre Faye, Joël Sternheimer, Gérard Hubert et Emmanuel Faye. Il est également secrétaire de rédaction et traducteur d'allemand chez certains éditeurs parisiens. 

### Vie privée
Second époux de Valérie Trierweiler (de 1995 à 2010), il est le père de ses trois fils. Il se remarie le 19 mai 2018 avec Salomé Lux, avocate à Strasbourg[réf. nécessaire].

## Publications

### Traductions
- 1995 : Hellmuth Benesch, Atlas de la psychologie, Paris, LGF, autres trad. Catherine Métais-Bührendt et Dominique Tassel (ASIN B0014T5VDC)
- 1996 : Christian Meier, La Naissance du politique, Paris, Gallimard  (ISBN 978-2070725335)
- 1997 : Karlfried von Dürckheim, La Voie initiatique : conférences de Francfort 1972-1983 (Le don de la grâce), Paris, LGLM (ASIN B000X6Z1MS)
- 1999 : Carol Ann Lee, Anne Frank, les secrets d'une vie  (ISBN 978-2702831380)
- 2003 : Lester R. Brown , Eco-économie : une autre croissance est possible, écologique et durable, Paris, Le Seuil  (ISBN 978-2020573597)
- 2003 : Klaus Albrecht Schröder, L’Œil et l'Appareil : la collection photographique de l'Albertina, autre trad. Monika Faber  (ISBN 978-2020574242)
- 2004 : Norberto Bobbio, Le Sage et la Politique : écrits moraux sur la vieillesse et la douceur, Paris, Albin Michel  (ISBN 978-2226142504)
- 2005 : Raphael Gross, Carl Schmitt et les Juifs, Paris, PUF  (ISBN 978-2130536093)
- 2005 : Karen Armstrong, Le Combat pour Dieu : Une histoire du fondamentalisme juif, chrétien et musulman (1492-2001), Paris, Le Seuil  (ISBN 978-2020588621)
- 2005 : Karen Armstrong, Une brève histoire des mythes, Boréal  (ISBN 978-2764604083)
- 2005 : Carl Schmitt, Un détail nazi dans la pensée de Carl Schmitt : la justification des lois de Nuremberg du 15 septembre 1935, Paris, PUF
- 2006 : Karlfried Graf Dürckheim, Sous le signe de la grande expérience, Alphée  (ISBN 978-2753800762)
- 2007 : Hans Blumenberg, La Lisibilité du monde, Paris, Le Cerf, autres trad., Pierre Rusch  (ISBN 978-2204083522)
- 2007 : Karl-Otto Apel, Transformation de la philosophie : tome I, Paris, Le Cerf, autres trad. Christian Bouchindhomme, Thierry Simonelli  (ISBN 978-2204081108)
- 2008 : Günther Anders, Hiroshima est partout, Paris, Le Seuil, autres trad. Jean-Pierre Dupuy, Françoise Cazenave  (ISBN 978-2020611220).
- 2011 : Hans Blumenberg, Description de l'homme, Paris, Le Cerf  (ISBN 978-2204095099)

### Essai
- 2010 : Hans Blumenberg. Anthropologie philosophique (collectif), Paris, PUF  (ISBN 978-2130570745)